# Morgan Freeman

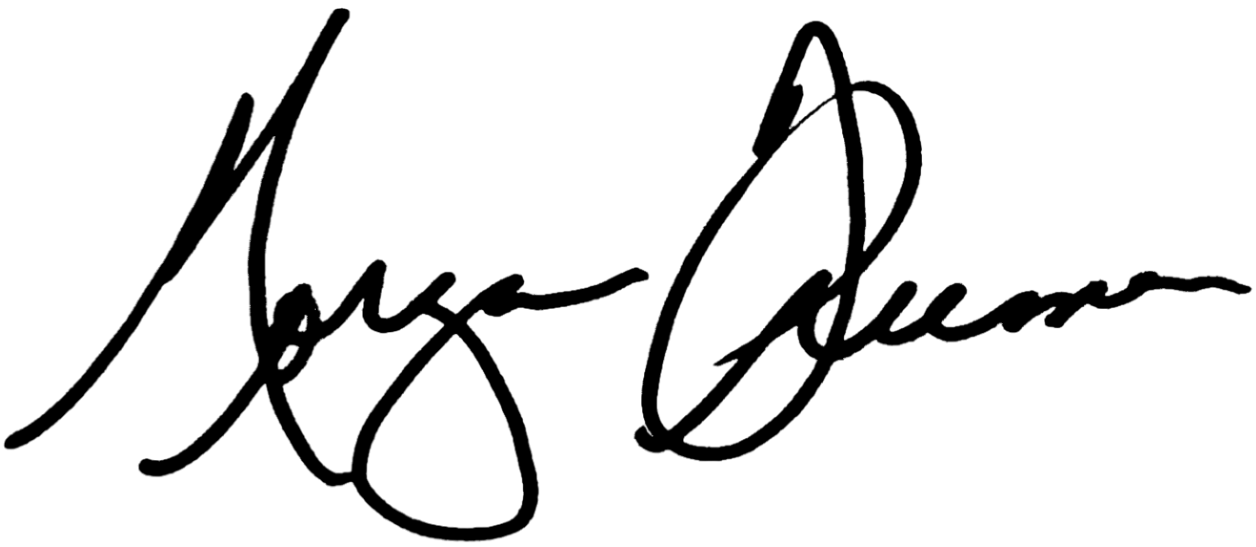
Firma di Morgan Freeman

Morgan Freeman (Memphis, 1º giugno 1937) è un attore e produttore cinematografico statunitense, candidato al premio Oscar per cinque volte e vincitore del premio nella categoria miglior attore non protagonista per la sua interpretazione in Million Dollar Baby.

## Biografia

### Le origini e gli inizi
È nato a Memphis (Tennessee) il 1º giugno 1937 da Morgan Porterfield Freeman, un barbiere, e Mayme Edna, donna delle pulizie. Ha tre fratelli maggiori. La famiglia di Freeman traslocava frequentemente durante la sua infanzia; vissero infatti a Greenwood (Mississippi), Gary (Indiana) e infine a Chicago (Illinois).
Dopo il trasferimento della famiglia a Chicago, Morgan rimase a vivere con sua nonna a Charleston fino a quando la donna morì e così lui, all’età di sei anni, raggiunse la madre che nel frattempo si era separata dal marito alcolizzato. Successivamente si trasferì nel Tennessee per poi tornare nel Mississippi.
Freeman fece il debutto teatrale all'età di otto anni, interpretando il protagonista in uno spettacolo scolastico. All'età di dodici anni fu costretto a partecipare a un concorso teatrale come punizione per aver fatto uno scherzo alla ragazza per la quale aveva una cotta: vinse una competizione statale di recitazione  e poté quindi recitare in uno spettacolo radiofonico a Nashville (Tennessee), mentre frequentava il liceo. Nel 1955 decise di lasciare la recitazione, abbandonando la Jackson State University e scegliendo, invece, la carriera di meccanico nella U.S. Air Force, l'aviazione statunitense.
Freeman si trasferì a Los Angeles nei primi anni Sessanta, lavorando come impiegato della trascrizione al Los Angeles Community College. Durante questa esperienza visse anche a New York, dove lavorò come ballerino all'Esposizione universale del 1964, e a San Francisco, dove era un membro del gruppo musicale Opera Ring.
Freeman fece il suo debutto teatrale in una versione di The Royal Hunt of the Sun, adattata dalla sua compagnia teatrale, e apparve in una piccola parte nel film L'uomo del banco dei pegni, del 1964. Fece il suo debutto Off-Broadway nel 1967, recitando insieme a Viveca Lindfors in The Niggerlovers, prima di debuttare a Broadway nel 1968 nella versione di Hello, Dolly! interpretata interamente da attori neri, che vedeva nel cast anche Pearl Bailey e Cab Calloway.

### Carriera

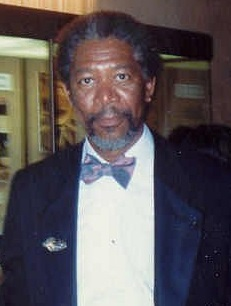
Morgan Freeman ai Premi Oscar 1990

Anche se il primo film in cui appare accreditato è Una fattoria a New York City, del 1971, Freeman divenne celebre inizialmente lavorando nello spettacolo per bambini del canale televisivo statunitense PBS The Electric Company e nella soap opera Destini.
A partire dalla metà degli anni Ottanta fu protagonista di varie pellicole di successo, che dimostrarono la versatilità e il talento di Freeman. Nel 1988 ricevette la sua prima nomination al Premio Oscar, come miglior attore non protagonista, per Street Smart - Per le strade di New York, oltre a recitare nel film televisivo La contropartita. Nel 1989 tornò a teatro con il dramma A spasso con Daisy, che vinse il Premio Pulitzer, mentre l'anno successivo recitò anche nell'omonimo adattamento cinematografico della pièce, ottenendo la sua seconda nomination all'Oscar, stavolta come miglior attore.
Negli anni Novanta si cimentò in alcuni ruoli da coprotagonista, come in Robin Hood - Principe dei ladri con Kevin Costner, nel western Gli spietati dell'amico Clint Eastwood, nel thriller Seven di David Fincher accanto a Brad Pitt e Kevin Spacey, in Virus letale accanto a Dustin Hoffman e nel fantascientifico Deep Impact insieme a Robert Duvall. Nel 1995 ricevette una candidatura al Golden Globe per il miglior attore in un film drammatico e all'Oscar al miglior attore per la sua interpretazione in Le ali della libertà, tratto dall'omonimo romanzo di Stephen King.
Nel 2005, alla sua quarta candidatura, riuscì a vincere l'Oscar al miglior attore non protagonista per il film Million Dollar Baby, diretto da Clint Eastwood. Nello stesso anno fu la voce narrante del film La guerra dei mondi. Venne inoltre scelto dal regista Christopher Nolan per interpretare Lucius Fox nella trilogia di Batman, iniziata con Batman Begins. Nel 2009 interpretò il ruolo di Nelson Mandela in Invictus - L'invincibile di Eastwood, grazie al quale nel 2010 fu nuovamente candidato all'Oscar al miglior attore, in lizza insieme a George Clooney, Jeff Bridges, Colin Firth e Jeremy Renner, risultando però battuto da Jeff Bridges con Crazy Heart.
Nel giugno 2010 presentò la serie di documentari dedicata ai misteri dell'universo Morgan Freeman Science Show, attraverso la casa di produzione Revelations Entertainment da lui fondata nel 1997 insieme a Lori McCreary.
Il 9 giugno 2011 ha ricevuto dall'American Film Institute l'AFI Life Achievement Award, prestigioso premio alla carriera, già conferito, tra gli altri, ad artisti come Jack Nicholson, Al Pacino, Robert De Niro, Michael Douglas, Sean Connery e Meryl Streep.
Nel 2012 è tornato a recitare nel ruolo di Lucius Fox nel film Il cavaliere oscuro - Il ritorno, diretto da Christopher Nolan. Nello stesso anno è stato insignito del premio Cecil B. De Mille (Golden Globe alla carriera), premio vinto in precedenza da Robert De Niro, Al Pacino, Anthony Hopkins, Martin Scorsese, Warren Beatty e Robert Mitchum, e ha anche recitato nel film The Magic of Belle Isle.
Nel 2020 l'album Savage Mode II di 21 Savage e Metro Boomin vede Freeman come principale narratore del trailer e di alcune tracce dell'album creando una sorta di filo conduttore dall'inizio alla fine del disco.
Di seguito la citazione dell'introduzione di Freeman:
"Great men with great ideals can be separated by hundreds or even thousands of miles
And still be in the same place
They can be years or even generations apart in age
And yet, somehow, find themselves on the exact same page
When these men join forces to put the focus of reaching the same goals
To obtain the same outcomes, they are not two, but one
Instead of simply adding one's common attributes to another's
They somehow tend to multiply all attributes of both
Whether from St. Louis or East Atlanta
Whether from a savage land or a booming metropolis
Whether they are two or two billion
The greatest their numbers could ever become, is to truly become one
I now present to you Savage Mode II"

## Vita privata

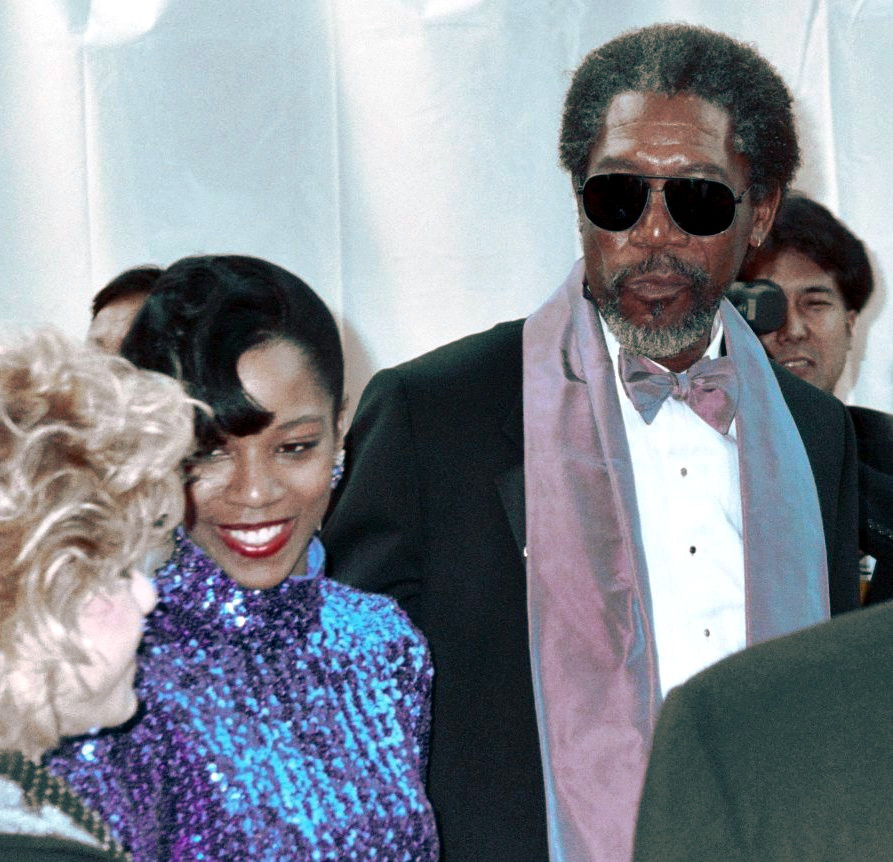
Morgan Freeman con la ex moglie Myrna Colley-Lee ai Premi Oscar 1990

Morgan Freeman vive a Charleston, nel Mississippi. Ha avuto un figlio, Alfonso (1959), dalla sua relazione con Loletha Adkins e l'anno dopo ha avuto un altro figlio, Saifoulaye, da un'altra relazione. Freeman è stato sposato due volte: con Jeanette Adair Bradshaw dal 1967 al 1979, dalla quale ha avuto una figlia, Morgana, e di cui ha adottato la figlia Deena, che lei aveva avuto da una precedente relazione; dal 1984 al 2010 è stato sposato con Myrna Colley-Lee.
Nella notte del 3 agosto 2008 Freeman è rimasto coinvolto in un incidente stradale, forse provocato da un colpo di sonno, mentre era alla guida di una Nissan Maxima del 1997. L'incidente è accaduto vicino a Ruleville, nel Mississippi, mentre Morgan si dirigeva verso la sua abitazione a Charleston. La macchina si è ribaltata più volte prima di fermare la sua corsa. Entrambi gli occupanti, Morgan e Demaris Meyer (la proprietaria dell'auto sulla quale viaggiavano), sono stati salvati dall'elisoccorso e Freeman è stato ricoverato in ospedale per la frattura di un braccio, del gomito e di una spalla.
Nel maggio del 2018 è stato accusato da otto donne di molestie sessuali per i comportamenti tenuti dall'attore durante le riprese di vari film.

## Filmografia

### Attore

#### Cinema
- L'uomo del banco dei pegni (The Pawnbroker), regia di Sidney Lumet (1964)
- La pelle brucia (A Man Called Adam), regia di Leo Penn (1966)
- Che cosa hai fatto quando siamo rimasti al buio? (Where Were You When the Lights Went Out?), regia di Hy Averback (1968)
- Una fattoria a New York City (Who Says I Can't Ride a Rainbow?), regia di Edward Mann (1971)
- Blade, il duro della Criminalpol (Blade), regia di Ernest Pintoff (1973)
- Brubaker, regia di Stuart Rosenberg (1980)
- Uno scomodo testimone (Eyewitness), regia di Peter Yates (1981)
- Harry & Son, regia di Paul Newman (1984)
- Teachers, regia di Arthur Hiller (1984)
- Una donna, una storia vera (Marie), regia di Roger Donaldson (1985)
- Due vite in una (That Was Then... This Is Now), regia di Christopher Cain (1985)
- Street Smart - Per le strade di New York (Street Smart), regia di Jerry Schatzberg (1987)
- Fuori dal tunnel (Clean and Sober), regia di Glenn Gordon Caron (1988)
- Conta su di me (Lean on Me), regia di John G. Avildsen (1989)
- Johnny il bello (Johnny Handsome), regia di Walter Hill (1989)
- A spasso con Daisy (Driving Miss Daisy), regia di Bruce Beresford (1989)
- Glory - Uomini di gloria (Glory), regia di Edward Zwick (1989)
- Il falò delle vanità (The Bonfire of the Vanities), regia di Brian De Palma (1990)
- Robin Hood - Principe dei ladri (Robin Hood: Prince of Thieves), regia di Kevin Reynolds (1991)
- La forza del singolo (The Power of One), regia di John G. Avildsen (1992)
- Gli spietati (Unforgiven), regia di Clint Eastwood (1992)
- Le ali della libertà (The Shawshank Redemption), regia di Frank Darabont (1994)
- Virus letale (Outbreak), regia di Wolfgang Petersen (1995)
- Seven, regia di David Fincher (1995)
- Moll Flanders, regia di Pen Densham (1996)
- Reazione a catena (Chain Reaction), regia di Andrew Davis (1996)
- Il collezionista (Kiss the Girls), regia di Gary Fleder (1997)
- Amistad, regia di Steven Spielberg (1997)
- Pioggia infernale (Hard Rain), regia di Mikael Salomon (1998)
- Deep Impact, regia di Mimi Leder (1998)
- Betty Love (Nurse Betty), regia di Neil LaBute (2000)
- Under Suspicion, regia di Stephen Hopkins (2000)
- Nella morsa del ragno - Along Came a Spider (Along Came a Spider), regia di Lee Tamahori (2001)
- High Crimes - Crimini di stato (High Crimes), regia di Carl Franklin (2002)
- Al vertice della tensione (The Sum of All Fears), regia di Phil Alden Robinson (2002)
- Drug War - L'ora della vendetta (Drug War), regia di Po Johns (2003)
- Levity, regia di Ed Solomon (2003)
- L'acchiappasogni (Dreamcatcher), regia di Lawrence Kasdan (2003)
- Una settimana da Dio (Bruce Almighty), regia di Tom Shadyac (2003)
- Brivido biondo (The Big Bounce), regia di George Armitage (2004)
- Million Dollar Baby, di Clint Eastwood (2004)
- Danny the Dog, regia di Louis Leterrier (2005)
- Batman Begins, regia di Christopher Nolan (2005)
- Il vento del perdono (An Unfinished Life), regia di Lasse Hallström (2005)
- Edison City (Edison Force), regia di David J. Burke (2005)
- Slevin - Patto criminale (Lucky Number Slevin), regia di Paul McGuigan (2006)
- The Contract, regia di Bruce Beresford (2006)
- 10 cose di noi (10 Items or Less), regia di Brad Silberling (2006)
- Un'impresa da Dio (Evan Almighty), regia di Tom Shadyac (2007)
- Feast of Love, regia di Robert Benton (2007)
- Gone Baby Gone, regia di Ben Affleck (2007)
- Non è mai troppo tardi (The Bucket List), regia di Rob Reiner (2007)
- Wanted - Scegli il tuo destino (Wanted), regia di Timur Bekmambetov (2008)
- Il cavaliere oscuro (The Dark Knight), regia di Christopher Nolan (2008)
- The Code (Thick as Thieves), regia di Mimi Leder (2009)
- The Maiden Heist - Colpo grosso al museo (The Maiden Heist), regia di Peter Hewitt (2009)
- Invictus - L'invincibile (Invictus), regia di Clint Eastwood (2009)
- Red, regia di Robert Schwentke (2010)
- L'incredibile storia di Winter il delfino (Dolphin Tale), regia di Charles Martin Smith (2011)
- The Magic of Belle Isle, regia di Rob Reiner (2012)
- Il cavaliere oscuro - Il ritorno (The Dark Knight Rises), regia di Christopher Nolan (2012)
- Attacco al potere - Olympus Has Fallen (Olympus Has Fallen), regia di Antoine Fuqua (2013)
- Oblivion, regia di Joseph Kosinski (2013)
- Now You See Me - I maghi del crimine (Now You See Me), regia di Louis Leterrier (2013)
- Last Vegas, regia di Jon Turteltaub (2013)
- Transcendence, regia di Wally Pfister (2014)
- Lucy, regia di Luc Besson (2014)
- L'incredibile storia di Winter il delfino 2 (Dolphin Tale 2), regia di Charles Martin Smith (2014)
- Ruth & Alex - L'amore cerca casa (5 Flights Up), regia di Richard Loncraine (2014)
- Ted 2, regia di Seth MacFarlane (2015)
- Last Knights, regia di Kazuaki Kiriya (2015)
- Momentum, regia di Stephen Campanelli (2015)
- Attacco al potere 2 (London Has Fallen), regia di Babak Najafi (2016)
- Now You See Me 2, regia di Jon M. Chu (2016)
- Ben-Hur, regia di Timur Bekmambetov (2016)
- Insospettabili sospetti (Going in Style), regia di Zach Braff (2017)
- È solo l'inizio (Just Getting Started), regia di Ron Shelton (2017)
- Brian Banks - La partita della vita (Brian Banks), regia di Tom Shadyac (2018) - non accreditato
- Lo schiaccianoci e i quattro regni (The Nutcracker and the Four Realms), regia di Lasse Hallström e Joe Johnston (2018)
- Attacco al potere 3 - Angel Has Fallen (Angel Has Fallen), regia di Ric Roman Waugh (2019)
- La rosa velenosa (The Poison Rose), regia di George Gallo, Francesco Cinquemani e Luca Giliberto (2019)
- C'era una truffa a Hollywood (The Comeback Trail), regia di George Gallo (2020)
- Il principe cerca figlio (Coming 2 America), regia di Craig Brewer (2021) - cameo
- Vanquish, regia di George Gallo (2021)
- Come ti ammazzo il bodyguard 2 - La moglie del sicario (Hitman's Wife's Bodyguard), regia di Patrick Hughes (2021)
- Paradise Highway, regia di Anna Gutto (2022)
- Mississippi Secrets (The Minute You Wake Up Dead), regia di Michael Mailer (2022)
- Muti - The Ritual Killer, regia di George Gallo (2023)
- A Good Person, regia di Zach Braff (2023)
- 57 secondi (57 Seconds), regia di Rusty Cundieff (2023)
- Gunner, regia di Dimitri Logothetis (2024)
- La mia amica Zoe (My Dead Friend Zoe), regia di Kyle Hausmann-Stokes (2024)
- L'illusione perfetta - Now You See Me: Now You Don't (Now You See Me: Now You Don't), regia di Ruben Fleischer (2025)

#### Televisione
- Caught in the Middle – film TV (1971)
- The Electric Company – serie TV, 780 episodi (1971-1977)
- Roll of Thunder, Hear My Cry, regia di Jack Smight – film TV (1978)
- Hollow Image, regia di Marvin J. Chomsky – film TV (1979)
- Coriolanus, regia di Wilford Leach – film TV (1979)
- Julius Caesar, regia di Michael Langham – film TV (1979)
- Attica, regia di Marvin J. Chomsky – film TV (1980)
- Death of a Prophet, regia di Woodie King Jr. – film TV (1981)
- The Marva Collins Story, regia di Peter Levin – film TV (1981)
- I Ryan (Ryan's Hope) – serial TV, puntate 1619-1620 (1981)
- Destini (Another World) – serial TV (1982-1984)
- Great Performances – serie TV, episodio 14x02 (1985)
- The Atlanta Child Murders – miniserie TV (1985)
- Ai confini della realtà (The Twilight Zone) – serie TV, episodio 1x20 (1985)
- The Execution of Raymond Graham, regia di Daniel Petrie – film TV (1985)
- Un posto per riposare, regia di John Korty – film TV (1986)
- Lotta per la vita (Fight for Life), regia di Elliot Silverstein – film TV (1987)
- La contropartita (Clinton and Nadine), regia di Jerry Schatzberg – film TV (1988)
- The Earth Day Special – special TV (1990)
- Morgan Freeman Science Show (Through the Wormhole with Morgan Freeman) – documentario (2010-in corso)
- Madam Secretary – serie TV, episodi 2x01, 3x01, 4x01 (2015) - non accreditato
- The Story of God con Morgan Freeman (The Story of God with Morgan Freeman) - programma televisivo, 9 puntate (2016-in corso)
- La nostra storia con Morgan Freeman (The Story of Us with Morgan Freeman) - programma televisivo, 6 puntate (2017)
- Assolo (Solos), regia di David Weil, Melina Matsoukas, Sam Taylor-Johnson, Zach Braff e Tiffany Johnson – miniserie TV (2021)
- Il metodo Kominsky (The Kominsky Method) – serie TV, episodio 3x04 (2021)
- Grandi evasioni della storia (History's Greatest Escapes with Morgan Freeman) – programma televisivo (2021-2024)
- Lioness – serie TV (2023-in corso)

### Doppiatore
- The Civil War – miniserie TV (1990)
- The True Story of Glory Continues (1991) - voce narrante, documentario
- The Savior Is Born – film TV (1992) - voce narrante
- Cosmic Voyage – documentario (1996) - voce narrante
- Rameses: Wrath of God or Man? – documentario (2004) - voce narrante
- La guerra dei mondi (War of the Worlds), regia di Steven Spielberg (2005) - voce narrante
- La marcia dei pinguini (La marche de l'empereur), regia di Luc Jacquet – documentario (2005) - voce narrante
- Batman Begins – videogioco (2005)
- A Raisin in the Sun - Un grappolo di sole (A Raisin in the Sun) – film TV (2008) - voce narrante
- Love Guru, regia di Marco Schnabel (2008)
- An American Salute: The Pops at 125 (2010) - voce narrante
- Conan the Barbarian, regia di Marcus Nispel (2011) - voce narrante
- Born to Be Wild 3D, regia di David Lickley (2011) - voce narrante cortometraggio
- The LEGO Movie, regia di Phil Lord e Chris Miller (2014)
- The Mona Lisa Myth, documentario TV - voce narrante
- Alpha - Un'amicizia forte come la vita (Alpha), regia di Albert Hughes (2018) - voce narrante
- Scooby-Doo and Guess Who? – serie TV (2021)

### Produttore esecutivo
- Mutiny, regia di Kevin Hooks – film TV (1999)
- Under Suspicion, regia di Stephen Hopkins (2000)
- Nella morsa del ragno (Along Came a Spider), regia di Lee Tamahori (2001)
- Levity, regia di Ed Solomon (2003)
- 10 cose di noi (10 Items or Less), regia di Brad Silberling (2006)
- The Maiden Heist - Colpo grosso al museo (The Maiden Heist), regia di Peter Hewitt (2009)
- Invictus - L'invincibile (Invictus), regia di Clint Eastwood (2009)
- Morgan Freeman Science Show – serie TV, 33 episodi – documentario (2010-2013)
- 30 for 30 – serie TV, 1 episodio (2010) – produttore
- Curiosity – serie TV, 1 episodio – documentario (2011)
- Stem Cell Universe with Stephen Hawking, regia di Geoffrey Sharp – documentario (2014)
- Life Itself, regia di Richard Loncraine (2014) – produttore

### Regista
- Bopha! (1993)
- Madam Secretary – serie TV, 1 episodio (2015)

## Teatro
- Hello, Dolly!, libretto di Michael Stewart, colonna sonora di Jerry Herman, regia di Gower Champion. St. James Theatre di Broadway (1967)
- The Dozens, di Laird Koening, regia di Edward Perone. Booth Theatre di Broadway (1969)
- Purlie, libretto di Ossie Davis e Philip Rose, colonna sonora di Peter Udell, regia di Philip Rose. Broadway Theatre di Broadway (1970)
- Coriolano, di William Shakespeare, regia di Wilford Leach. Delacorte Theater di New York (1979)
- The Mighty Gents, di Richard Wesley, regia di Harold Scott. Ambassador Theatre di Broadway (1979)
- Madre Coraggio e i suoi figli, di Bertolt Brecht, regia di Wilford Leach. Public Theater di New York (1980)
- The Gospel at Colonus, libretto di Lee Breuer, colonna sonora di Bob Telson, regia di Lee Breuer. Lunt-Fontanne Theatre di Broadway (1988)
- A spasso con Daisy, di Alfred Uhry, regia di Ron Lagomarsino. John Houseman Theatre di New York (1989)
- La bisbetica domata, di William Shakespeare, regia di A.J. Antoon. Delacorte Theater di New York (1990)
- The Country Girl, di Clifford Odets, regia di Mike Nichols. Bernard B. Jacobs Theatre di Broadway (2009)
- 8, di Dustin Lance Black, regia di Joe Mantello. Eugene O'Neill Theatre di Broadway (2011)

## Riconoscimenti
- Premio Oscar
  - 1988 – Candidatura al miglior attore non protagonista per Street Smart - Per le strade di New York
  - 1990 – Candidatura al miglior attore per A spasso con Daisy
  - 1995 – Candidatura al miglior attore per Le ali della libertà
  - 2005 – Miglior attore non protagonista per Million Dollar Baby
  - 2010 – Candidatura al miglior attore per Invictus - L'invincibile
- Golden Globe
  - 1988 – Candidatura al miglior attore non protagonista per Street Smart – Per le strade di New York
  - 1990 – Golden Globe per il miglior attore in un film commedia o musicale per A spasso con Daisy
  - 1995 – Candidatura al miglior attore in un film drammatico per Le ali della libertà
  - 2005 – Candidatura al miglior attore non protagonista per Million Dollar Baby
  - 2010 – Candidatura al miglior attore in un film drammatico per Invictus – L'invincibile
  - 2012 – Golden Globe alla carriera
- Tony Award
  - 1978 – Candidatura al miglior attore non protagonista in un'opera teatrale per The Mighty Gents
- Independent Spirit Award
  - 1988 – Miglior attore non protagonista per Street Smart – Per le strade di New York
- Los Angeles Film Critics Association Award
  - 1988 – Miglior attore non protagonista per Street Smart – Per le strade di New York
- National Society of Film Critics Award
  - 1988 – Miglior attore non protagonista per Street Smart – Per le strade di New York
- Candidatura al Chicago Film Critics Association Award per il miglior attore non protagonista per Glory – Uomini di gloria
- 1990 – Orso d'argento al Festival di Berlino per A spasso con Daisy (in coppia con Jessica Tandy)
- 1990 – Kansas City Film Critics Circle Award per il miglior attore per A spasso con Daisy
- 1992 – MTV Movie Award alla miglior coppia per Robin Hood – Principe dei ladri (insieme a Kevin Costner)
- 1995 – Chlotrudis Award per il miglior attore per Le ali della libertà (ex aequo con Wallace Shawn)
- 1995 – Candidatura al Chicago Film Critics Association Award per il miglior attore non protagonista per Le ali della libertà
- 1995 – Candidatura al Screen Actors Guild Award per il miglior attore cinematografico per Le ali della libertà
- 1996 – Empire Awards al miglior attore per Seven
- 1996 – London Critics Circle Film Award al miglior attore per Seven
- 1996 – Candidatura al Chicago Film Critics Association Award per il miglior attore per Seven
- 1996 – Candidatura al MTV Movie Award alla miglior coppia per Seven (insieme a Brad Pitt)
- 1996 – Candidatura al Saturn Award per il miglior attore per Seven
- 2001 – Candidatura al Satellite Award per il miglior attore non protagonista per Betty Love
- 2003 – Candidatura al Teen Choice Awards per la miglior alchimia (condiviso con Jim Carrey) per Una settimana da Dio
- 2004 – NAACP Image Award per il miglior attore non protagonista per Una settimana da Dio
- 2004 – Candidato ai BET Comedy Awards per il miglior attore non protagonista per Una settimana da Dio
- 2004 – Candidato ai Black Reel Awards per il miglior attore non protagonista per Una settimana da Dio
- 2004 – Candidato ai Los Angeles Film Critics Association Award al miglior attore non protagonista per Million Dollar Baby
- 2004 – Candidatura al Critics' Choice Award al miglior attore non protagonista per Million Dollar Baby
- 2004 – Screen Actors Guild Award per il miglior attore non protagonista cinematografico per Million Dollar Baby
- 2004 – Candidatura al Washington DC Area Film Critics Association Award per il miglior attore non protagonista per Million Dollar Baby
- 2005 – NAACP Image Award per il miglior attore non protagonista per Million Dollar Baby
- 2005 – Vancouver Film Critics Circle Award per il miglior attore non protagonista per Million Dollar Baby
- 2005 – Candidatura al Black Reel Awards per il miglior attore non protagonista per Million Dollar Baby
- 2005 – Candidatura al Dallas-Fort Worth Film Critics Association Award per il miglior attore non protagonista per Million Dollar Baby
- 2005 – Candidatura al Screen Actors Guild Award per il miglior cast cinematografico per Million Dollar Baby
- 2005 – Candidatura al Southeastern Film Critics Association Award al miglior attore non protagonista per Million Dollar Baby
- 2005 – Candidatura al BET Award per il miglior attore per Million Dollar Baby
- 2005 – Candidatura al National Society of Film Critics Award al miglior attore non protagonista per Million Dollar Baby
- 2009 – Candidatura al Critics' Choice Award al miglior cast corale per Il cavaliere oscuro
- 2010 – NAACP Image Award al miglior attore per Invictus – L'invincibile
- 2010 – National Board of Review Award al miglior attore per Invictus – L'invincibile (ex aequo con George Clooney)
- 2010 – candidatura al Critics' Choice Award al miglior attore per Invictus – L'invincibile
- 2010 – Candidatura al Dallas-Fort Worth Film Critics Association Award per il miglior attore per Invictus – L'invincibile
- 2010 – Candidatura al Denver Film Critics Society per il miglior attore per Invictus – L'invincibile
- 2010 – Candidatura al Houston Film Critics Society per il miglior attore per Invictus – L'invincibile
- 2010 – Candidatura allo Screen Actors Guild Award per il miglior attore cinematografico per Invictus – L'invincibile
- 2010 – Candidatura al St. Louis Gateway Film Critics Association per il miglior attore per Invictus – L'invincibile
- 2010 – Candidatura al Washington D.C. Area Film Critics Association per il miglior attore per Invictus – L'invincibile
- 2011 – Life Achievement Award

## Doppiatori italiani
Nelle versioni in italiano delle opere in cui ha recitato, Morgan Freeman è stato doppiato da:
- Renato Mori in Johnny il bello, Glory - Uomini di gloria, Il falò delle vanità, Virus letale, Seven, Moll Flanders, Il collezionista, Amistad, Pioggia infernale, Deep Impact, Betty Love, Under Suspicion, Nella morsa del ragno - Along Came a Spider, High Crimes - Crimini di stato, Al vertice della tensione, Levity, L'acchiappasogni, Una settimana da Dio, Brivido biondo, Million Dollar Baby, Robin Hood - Principe dei ladri (ridoppiaggio), Danny the Dog, Batman Begins, Il vento del perdono, Edison City, Slevin - Patto criminale, 10 cose di noi, Feast of Love, Non è mai troppo tardi, Il cavaliere oscuro, Invictus - L'invincibile
- Angelo Nicotra in La forza del singolo, Now You See Me - I maghi del crimine, Last Vegas, Transcendence, Lucy, Ruth & Alex - L'amore cerca casa, Ted 2, Last Knights, Momentum, Now You See Me 2, Ben-Hur, Insospettabili sospetti, Attacco al potere 3 - Angel Has Fallen, C'era una truffa a Hollywood
- Michele Gammino in Una donna, una storia vera, Street Smart - Per le strade di New York, È solo l'inizio, Lo schiaccianoci e i quattro regni, Il principe cerca figlio, Il metodo Kominsky, Come ti ammazzo il bodyguard 2 - La moglie del sicario, Assolo, A Good Person, Lioness, 57 secondi
- Vittorio Di Prima in Robin Hood - Principe dei ladri, Reazione a catena, Drug War - L'ora della vendetta, The Contract, Un'impresa da Dio, Gone Baby Gone, Wanted - Scegli il tuo destino, Red, Attacco al potere - Olympus Has Fallen
- Ugo Maria Morosi in A spasso con Daisy, Il cavaliere oscuro - Il ritorno, Oblivion, Madam Secretary
- Paolo Marchese in The Code, Brian Banks - La partita della vita, La mia amica Zoe
- Marcello Tusco in Attica, Conta su di me
- Raffaele Uzzi in Harry & Son, Teachers
- Luciano De Ambrosis in L'incredibile storia di Winter il delfino, L'incredibile storia di Winter il delfino 2
- Paolo Poiret in Un posto per riposare
- Franco Odoardi in Brubaker
- Augusto Di Bono in Ai confini della realtà
- Alessandro Rossi in Fuori dal tunnel
- Rino Bolognesi in La contropartita
- Goffredo Matassi ne Gli spietati
- Carlo Sabatini in Le ali della libertà
- Diego Reggente in The Maiden Heist - Colpo grosso al museo
- Pietro Biondi in The Magic of Belle Isle
- Elio Zamuto in Attacco al potere 2
- Giovanni Petrucci in La rosa velenosa
- Stefano De Sando in Paradise Highway
- Mauro Magliozzi in Mississippi Secrets
- Luca Biagini in Muti - The Ritual Killer
- Gianni Giuliano in Gunner

Da doppiatore è sostituito da:
- Renato Mori in Batman Begins (videogioco)[11], La guerra dei mondi, Love Guru
- Angelo Nicotra in Scooby-Doo and Guess Who?
- Gino La Monica in Conan the Barbarian
- Michele Gammino in A Raisin in the Sun - Un grappolo di sole
- Pietro Biondi in The LEGO Movie
- Simone D'Andrea in Alpha - Un'amicizia forte come la vita